# Чохатаурі
Чохатаурі (груз. ჩოხატაური) — даба (містечко) у Чохатаурському муніципалітеті, мхаре Гурія, Грузія. Адміністративний центр однойменного муніципалітету.

## Географія
Чохатаурі розташоване за 310 км на захід від Тбілісі в долині річки Супса. Адміністративний центр Чохатаурському муніципалітеті, до складу якого входять ще 61 селищ.

## Пам'ятки
У Чохатаурі діє краєзнавчий музей.

## Туризм
Для розвитку туризм розроблені маршрути, що передбачають кінні екскурсії, використання екологічно чистих продуктів, проживання в наметах і дерев'яних будинках, ознайомлення з Гурійською народною пісенною творчістю, пам'ятками культури, можливість придбання місцевих виробів і інші цікаві заходи.
Недалеко від Чохатаурі знаходиться бальнеологічний курорт з джерелом мінеральної води Набеглаві, схожою за хімічним складом на «Боржомі», бальнеологічний курорт Набеглаві з лікувальною мінеральною водою, яка використовується для лікування внутрішніх та зовнішніх захворювань а також гірський курорт Бахмаро - на висоті 2050 м над рівнем моря, багатий вічнозеленими хвойними рослинами. Відрізняється лікувально-профілактичними властивостями , відомий унікальними дерев'яними будинками на палях. Мінеральну воду «Набеглаві» і «Бахмаро» виробляє грузинсько-швейцарська компанія Healthy Waters Ltd.

## Відомі люди
29 січня 1913 року в селищі народився льотчик-винищувач Герой Радянського Союзу, гвардії майор Бенделіані Чічіко Кайсарович, льотчик-винищувач, який загинув 20 липня 1944 року неподалік міста Ковель Волинської області.